# سیرکل سیتی (آریزونا)
سیرکل سیتی (به انگلیسی: Circle City) یک منطقهٔ مسکونی در ایالات متحده آمریکا است که در شهرستان مریکوپا، آریزونا واقع شده‌است. سیرکل سیتی ۱٬۴۰۲ نفر جمعیت دارد.